# Стівен Буртт
Сті́вен Дуейн Буртт, також Бертт (англ. Steven Burtt, * 7 березня 1984, Нью-Йорк, США) — український та американський баскетболіст, захисник БК Автодор та збірної України з баскетболу. Перший натуралізований легіонер та перший темношкірий гравець у збірній України. Один з гравців основного складу на Євробаскеті 2011, де Україна посіла 4 місце в групі і підсумкове 17-те серед 24 збірних країн-учасниць чемпіонату.
Грав у літніх таборах НБА, але далі пробитися не зумів і у 2006 поїхав у Європу, де за чотири роки змінив сім команд: АЕП (Греція), «Бенфіка» (Португалія), «Драгі Новара» (Італія), ізраїльські «Іроні Ашкелон» і «Елдан Ашкелон», «Менорка» (Іспанія),  «Аполлон» (Кіпр). У січні 2010 року опинився у запорізькому «Ферро-ЗНТУ», де провів півроку, вигравши бронзову медаль Суперліги, а також Кубок Суперліги, проте контракт зі Стівеном не був подовжений і він перейшов у «Дніпро».
Брав участь у матчі Зірок Баскетбольної Суперліги України-2012, який закінчився історичною нічиєю 124:124.

## Титули та досягнення
- Бронзовий призер Суперліги: 2010.
- Володар Кубка Суперліги (2): 2010, 2011.
- Найкращий атакувальний захисник плей-оф Суперліги по версії iSport.ua (2010)
- Потрапляння в п'ятірки Суперліги за версією iSport.ua: перша п'ятірка (2011), п'ятірка українців (2012)[4]
- Учасник Матчу зірок Суперліги: 2010, 2011 - MVP, 2012 - MVP

### Цікаві факти
- Полюбляє: боулінг, відеоігри, книжки
- Улюблена музика: хіп-хоп, R&B
- Улюблені фільми: «Грім у тропіках», «Погані хлопці»[5]